# Hommage à Paderewski

Hommage à Paderewski est un recueil de pièces pour piano, publié en 1942 en l'honneur du pianiste polonais, compositeur et homme d'État Ignacy Paderewski.

## Contexte

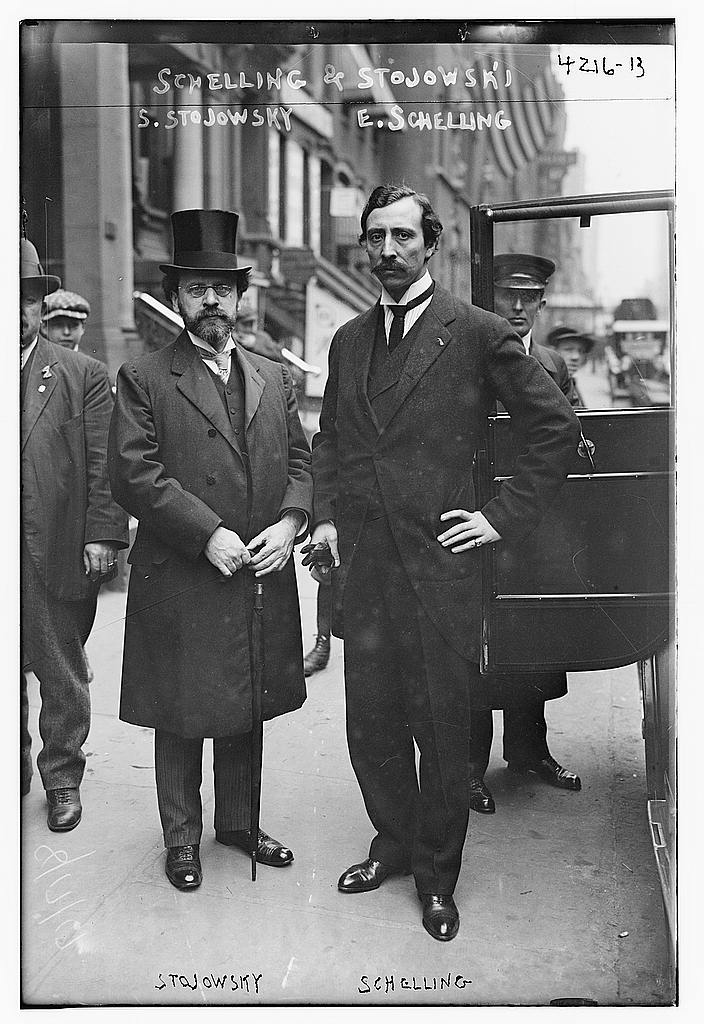
Zygmunt Stojowski et Ernest Schelling en 1917.

Hommage à Paderewski est une commande de l'éditeur de musique Boosey & Hawkes en 1941, lors de la célébration du 50e anniversaire des débuts américains de Paderewski en 1891. Le projet est initié par Zygmunt Stojowski qui encourage certains compositeurs et amis de Paderewski d'écrire des miniatures pour l'anniversaire. Cependant, Paderewski décède le 29 juin 1941, avant que le projet ne soit achevé et l'album, lors de sa publication en 1942, devient un hommage posthume pour sa vie et son œuvre.

Sur les vingt-et-un compositeurs qui ont soumis 22 œuvres, seules 17 sont retenues pour publication. De ces 17 compositeurs, trois seulement étaient des natifs des États-Unis. Les autres s'étaient installés en Amérique du Nord ou y travaillaient temporairement (Benjamin Britten et Eugène Goossens étaient aux États-Unis ; Arthur Benjamin résidait au Canada).

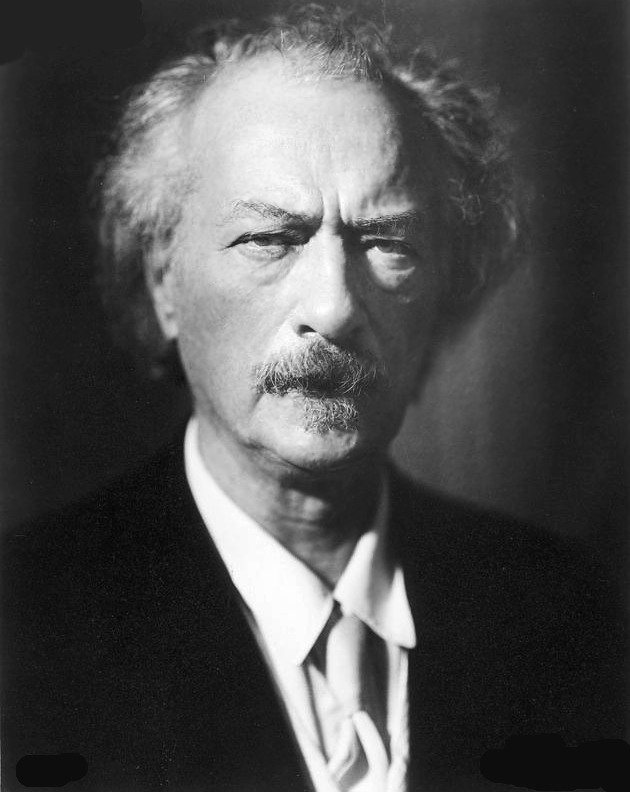
Ignacy Paderewski avant 1936.

Britten ayant mal compris la commande a écrit une pièce pour deux pianos qui a été publiée séparément, mais est toujours considéré comme une partie de l'hommage d'ensemble. Béla Bartók n'a pas écrit de nouvelle pièce, mais a fourni une suite de courtes pièces écrites en 1914–1918. La contribution de Jaromír Weinberger semble également avoir été composé plus tôt, en 1924. Ernest Schelling, un étudiant de Paderewski, était mort en 1939, mais sa veuve a présenté sa dernière composition, sans titre mais avec l'indication de tempo Con tenerezza, persuadé qu'il aurait voulu s'associer à un hommage à son maître.
Tous les morceaux sont courts, aucun ne dépassant plus de quatre minutes à exécuter et généralement un peu plus d'une minute.
Le premier enregistrement de l'ensemble des œuvres est effectué en 2011 par Jonathan Plowright, avec Aaron Shorr dans la pièce de Britten, pour le label Hyperion Records.

## Contenu
| compositeur               | nationalité | dates     | titre                                                   | notes |
| ------------------------- | ----------- | --------- | ------------------------------------------------------- | --- |
| Béla Bartók               | hongrois    | 1881–1945 | Trois Chansons folkloriques hongroises, Sz. 66 / BB 80b | (1. Andante tranquillo, rubato ; 2. Allegro non troppo, un poco rubato ; 3. Maestoso.) Bartók vivait aux États-Unis et espérait retourner en Hongrie à la fin de la guerre, mais il est mort à New York. Ces pièces datant de 1914–1918, prennent environ une minute chacune et contiennent des caractéristiques typiquement hongroises telles que des mélodies modales basées sur les échelles mixolydienne et dorienne ; et des sauts mélodiques fréquents de quarte. Il est difficile d'imaginer en quoi Bartók les a estimés pertinentes en hommage à la vie et le travail d'un homme d'État et patriote polonais. |
| Arthur Benjamin           | australien  | 1893–1960 | Elegiac Mazurka                                         | Benjamin était depuis longtemps basé à Londres, mais il travaillait alors à Vancouver au Canada, où il était le chef d'orchestre de l'Orchestre symphonique de Radio-Canada. La mazurka est une danse traditionnelle polonaise. |
| Benjamin Britten          | britannique | 1913–1976 | Mazurka elegiaca, op. 23 no 2, pour deux pianos         | Britten a mal compris la commande et a composé une œuvre pour deux pianos, publiée séparément. Il s'agit de la deuxième des deux pièces de son opus 23, le premier étant « Introduction et Rondo alla burlesca » composé en 1940. |
| Mario Castelnuovo-Tedesco | italien     | 1895–1968 | Hommage à Paderewski                                    | Castelnuovo-Tedesco s'installe en Californie où il est connu comme un compositeur de film. Hommage à Paderewski est dans le style d'une mazurka. |
| Theodore Chanler          | américain   | 1902–1961 | Aftermath                                               | |
| Eugène Goossens           | britannique | 1892–1962 | Homage                                                  | Goossens travaillait comme chef d'orchestre de l'orchestre symphonique de Cincinnati. Homage est basé sur le vingtième Prélude, en ut mineur de Frédéric Chopin. |
| Richard Hammond           | britannique | 1896–1980 | Dance                                                   | Hammond arrive aux États-Unis durant la seconde Guerre Mondiale et s'installe à Los Angeles. Dance est un travail rythmique et exubérant sur des mètres mélangés. |
| Felix Labunski            | polonais    | 1892–1979 | Threnody                                                | Labunski émigre en Amérique en 1936 et s'installe à Cincinnati. En 1928, Paderewski avait financé une partie de ses études à Paris avec Paul Dukas et Nadia Boulanger. Labunski a également consacré à Paderewski un poème symphonique, In memoriam. |
| Bohuslav Martinů          | tchèque     | 1890–1959 | Mazurka, H. 284                                         | Martinů est arrivé en Amérique en 1941 pour s'installer à New York, mais retourne en Europe en 1956. La Mazurka est de forme A–B–A avec les sections extrêmes notées Moderato poco andante et la section médiane, Poco vivo. |
| Darius Milhaud            | français    | 1892–1974 | Choral                                                  | Milhaud s'installe aux États-Unis en 1940. Choral est dans une mesure à 5/4 où chaque main joue dans une tonalité différente. |
| Joaquín Nin-Culmell       | cubain      | 1908–2004 | In memoriam Paderewski                                  | Nin-Culmell est né à Berlin d'ascendance cubaine et émigre aux États-Unis en 1939. In Memoriam Paderewski est une courte mazurka, avec une saveur latino-américaine obtenue grâce à la syncope dans la seconde moitié : la main droite jouant en 3/4 alors que la main gauche joue en 6/8. |
| Karol Rathaus             | allemand    | 1895–1954 | Kujawiak                                                | Rathaus est né dans une région de l'Empire austro-hongrois aujourd'hui située en Ukraine. Il se forme à Berlin et à Vienne et déménage à New York en 1938. Le Kujawiak est une danse traditionnelle polonaise à trois temps. |
| Vittorio Rieti            | italien     | 1898–1994 | Allegro danzante                                        | Rieti émigre aux États-Unis en 1940 et s'installe à New York. Les octaves à deux mains dans sa pièce, évoquent l'esprit du « Caprice » de Paderewski dans ses Humoresques de concert, opus 14. |
| Ernest Schelling          | américain   | 1876–1939 | Con tenerezza                                           | Schelling était un élève de Paderewski, et celui-ci avait été très affecté par sa mort en 1939. La veuve de Schelling a soumis la dernière composition de son mari, sachant qu'il aurait certainement voulu partager l'hommage de son mentor. En 1926, Schelling avait écrit un nocturne intitulé « Ragusa » [Nocturne], consacré « À mon maître, I. J. Paderewski ». Le dédicataire a enregistré cette dernière pièce. |
| Zygmunt Stojowski         | polonais    | 1870–1946 | Cradle Song                                             | Stojowski a également étudié avec Paderewski. Il déménage à New York en 1905 pour être membre fondateur de la faculté de l'Institut d'art musical. Cradle Song est une berceuse hispano-américaine basée sur la berceuse Alarroro rito, que Stojowski a appris de sa femme péruvienne Luisa, qu'il avait rencontrée grâce à Paderewski. |
| Jaromír Weinberger        | tchèque     | 1896–1967 | Étude en sol majeur                                     | Weinberger émigre en Amérique en 1939. Son Étude en sol majeur, écrit en 1924, est basé sur Z dymem pozarów (De la fumée des incendies), un hymne patriotique polonais du XIXe siècle. La même mélodie a été utilisée par Edward Elgar dans son prélude symphonique Polonia, dédié justement à Paderewski et composé pendant la première Guerre mondiale. |
| Emerson Whithorne         | américain   | 1884–1958 | Hommage, op. 58 no 2                                    | Whithorne étudie le piano en Europe avec le professeur de Paderewski, Teodor Leszetycki. L'essentiel d’Hommage, marqué Lento, est écrit sur quatre portées. |

## Sources
- (en) Hyperion Records
- (en) Musique Web International : Enregistrement du mois
- (en) Hommage à Paderewski sur Boosey & Hawkes